# CAF Confederation Cup 2013
De CAF Confederation Cup 2013 was de tiende editie van dit Afrikaans voetbaltoernooi voor clubteams.
Titelhouder AC Léopards uit Congo werd onttroond door CS Sfaxien uit Tunesië.

## Data
Programma voor de CAF Confederatios Cup 2013.
| Fase            | Ronde        | Loting                          | Heenduel                     | Return                       |
| --------------- | ------------ | ------------------------------- | ---------------------------- | ---------------------------- |
| Kwalificatie    | voorronde    | 9 december 2012 (Caïro, Egypte) | 15–17 februari 2013          | 1–3 maart 2013               |
| Kwalificatie    | 1e ronde     | 9 december 2012 (Caïro, Egypte) | 15–17 maart 2013             | 5–7 april 2013               |
| Kwalificatie    | 2e ronde     | 9 december 2012 (Caïro, Egypte) | 19–21 april 2013             | 3–5 mei 2013                 |
| Kwalificatie    | Play-off     | 7 mei 2013 (Caïro, Egypte)      | 17-19 mei 2013               | 1-2 juni 2013                |
| Groepsfase      | Speeldag 1   | 14 mei 2013 (Caïro, Egypte)     | 19–21 July 2013              | 19–21 July 2013              |
| Groepsfase      | Speeldag 2   | 14 mei 2013 (Caïro, Egypte)     | 2–4 augustus 2013            | 2–4 augustus 2013            |
| Groepsfase      | Speeldag 3   | 14 mei 2013 (Caïro, Egypte)     | 16–18 augustus 2013          | 16–18 augustus 2013          |
| Groepsfase      | Speeldag 4   | 14 mei 2013 (Caïro, Egypte)     | 30 augustus–1 september 2013 | 30 augustus–1 september 2013 |
| Groepsfase      | Speeldag 5   | 14 mei 2013 (Caïro, Egypte)     | 13–15 september 2013         | 13–15 september 2013         |
| Groepsfase      | Speeldag 6   | 14 mei 2013 (Caïro, Egypte)     | 20–22 september 2013         | 20–22 september 2013         |
| Knock-out stage | Halve finale | 14 mei 2013 (Caïro, Egypte)     | 4–6 oktober 2013             | 18–20 oktober 2013           |
| Knock-out stage | Finale       | 14 mei 2013 (Caïro, Egypte)     | 22–24 november 2013          | 29 november–1 december 2013  |

## Kwalificatie
Het programma van de voorronde, eerste en tweede ronde werd bekendgemaakt op 9 december 2012 .De kwalificatiewedstrijden worden over twee wedstrijden gespeeld waarbij de Uitdoelpuntenregel van toepassing is als beide teams na twee wedstrijden gelijkstaan volgen er direct Strafschoppen (er wordt niet 2x verlengd)

## Voorronde
| Team 1                       | Tot.        | Team 2               | 1e wedstr. | 2e wedstr. |
| ---------------------------- | ----------- | -------------------- | ---------- | ---------- |
| Gor Mahia                    | 5–0         | Anse Réunion         | 0-0        | 5-0        |
| CS Don Bosco                 | 3–4         | Supersport United FC | 0-1        | 3-3        |
| Gaborone United              | 2–3         | Liga Muçulmana       | 2-2        | 0-1        |
| Mogas 90                     | w/o1        | AS Douanes Lomé      | -          | -          |
| Rail Club du Kadiogo         | 2–1         | Sahel                | 1-1        | 1-0        |
| LLB Académic                 | 2–1         | Police               | 1-0        | 1-1        |
| Panthère du Ndé              | 3–1         | Elect-Sport          | 2-0        | 1-1        |
| Desportivo de Guadalupe      | 1–17        | US Bitam             | 0-5        | 1-12       |
| Anges de Fatima              | 2–5         | Dedebit              | 0-4        | 2-1        |
| TCO Boeny                    | 3–3 5-3 pen | Mbabane Highlanders  | 1-2        | 2-1        |
| Gamtel                       | 5–2         | HLM                  | 2-1        | 3-1        |
| New Edubiase United          | 1–1 4-5 pen | Diables Noirs        | 1-0        | 0-1        |
| The Panthers                 | 3–0         | Séquence             | 1-0        | 2-0        |
| Power Dynamos                | 1–2         | Recreativo da Caála  | 1-0        | 0-2        |
| Unisport Bafang              | 0–3         | US Bougouni          | 0-1        | 0-2        |
| Stella Club d'Adjamé         | 1–4         | Onze Créateurs       | 1-1        | 0-3        |
| Barrack Young Controllers II | 1–0         | Johansen             | 1-0        | 0-0        |
| Azam                         | 8–1         | El Nasir             | 3-1        | 5-0        |
| Al-Nasr                      | 1–0         | Al-Khartoum          | 0-0        | 1-0        |

Opmerkingen
- Opmerking 1: AS Douanes door naar de eerste ronde omdat MOgas 90 zich terugtrok.

## Eerste Ronde
| Team 1                       | Tot.  | Team 2               | 1e wedstr. | 2e wedstr. |
| ---------------------------- | ----- | -------------------- | ---------- | ---------- |
| ENPPI                        | 3–0   | Gor Mahia            | 3-0        | 0-0        |
| Petro Luanda                 | 0–2   | Supersport United FC | 0-0        | 0-2        |
| Lobi Stars                   | 4–8   | Liga Muçulmana       | 3-1        | 1-7        |
| Wydad Casablanca             | 4-1   | AS Douanes Lomé      | 3-0        | 1-1        |
| Rail Club du Kadiogo         | 2–3 2 | ASEC Mimosas         | 1-2        | 1-1        |
| DC Motema Pembe              | 1-2   | LLB Académic         | 1-0        | 0-2        |
| USM Alger                    | 4–2   | Panthère du Ndé      | 1-0        | 3-2        |
| Heartland                    | w/o   | US Bitam             | 2-1        | - 3        |
| Al-Ahly Shendi               | 1-0   | Dedebit              | 1-0        | 0-0        |
| Ismaily                      | 4-2   | TCO Boeny            | 2-0        | 2-2        |
| CS Sfaxien                   | 7–3   | Gamtel               | 4-2        | 3-1        |
| Diables Noirs                | 6-1   | The Panthers         | 6-1        | 0-0        |
| CR Caála                     | 6–0   | US Bougouni          | 4-0        | 2-0        |
| Étoile Sportive du Sahel     | 5–3   | Onze Créateurs       | 2-1        | 3-2        |
| Barrack Young Controllers II | 1–2   | Azam                 | 1-2        | 0-0        |
| FAR Rabat                    | 2–1   | Al-Nasr              | 1-0        | 1-1        |

Opmerkingen
- Opmerking 2: Wedstrijden omgedraaid na de loting
- Opmerking 3: Return niet gespeeld omdat Heartland te laat arriveerde. US Bitam door naar de 2e ronde[5]

## Tweede Ronde
| Team 1         | Tot.          | Team 2                   | 1e wedstr. | 2e wedstr. |
| -------------- | ------------- | ------------------------ | ---------- | ---------- |
| ENPPI          | 3-1           | Supersport United FC     | 0-0        | 3-1        |
| Liga Muçulmana | 3-3 (u)       | Wydad Casablanca         | 2-0        | 1-1        |
| ASEC Mimosas   | 1-1 (2-4 pen) | LLB Académic             | 1-0        | 0-1        |
| USM Alger      | 0-3           | US Bitam                 | 0-0        | 0-3        |
| Al-Ahly Shendi | 0-0 (3-4 pen) | Ismaily                  | 0-0        | 0-0        |
| CS Sfaxien     | 4-2           | Diables Noirs            | 3-1        | 1-1        |
| CR Caála       | 2-7           | Étoile Sportive du Sahel | 1-1        | 1-6        |
| Azam           | 1-2           | FAR Rabat                | 0-0        | 1-2        |

## Play-off ronde
De acht winnaars van de tweede ronde speelden tegen de acht verliezers van de tweede ronde van de CAF Champions League. De winnaars plaatsten zich voor de groepsfase.
| Team 1        | Tot.          | Team 2                   | 1e wedstr. | 2e wedstr. |
| ------------- | ------------- | ------------------------ | ---------- | ---------- |
| Stade Malien  | 6-2           | LLB Académic             | 5-0        | 1-2        |
| Enugu Rangers | w/o           | CS Sfaxien               | 1-0        | 0-0        |
| FUS Rabat     | 4-3           | FAR Rabat                | 1-0        | 3-3        |
| CA Bizertin   | 3-1           | Ismaily                  | 3-0        | 0-1        |
| ES Sétif      | 2-2 (5-3 pen) | US Bitam                 | 2-0        | 0-2        |
| JSM Béjaïa    | 3-4           | Étoile Sportive du Sahel | 2-2        | 1-2        |
| TP Mazembe    | 6-1           | Liga Muçulmana           | 4-0        | 2-1        |
| Saint George  | 3-3 (U)       | ENPPI                    | 2-0        | 1-3        |

## Groepsfase
De loting voor de groepsfase vond plaats op 14 mei 2013
| Legenda                                                  |
| -------------------------------------------------------- |
| Top 2 van elke groep plaatsen zich voor de halve finales |

### Groep A
| Team                     | AW | W | G | V | DV | DT | DS | Pts |
| ------------------------ | -- | - | - | - | -- | -- | -- | --- |
| CS Sfaxien               | 6  | 4 | 2 | 0 | 8  | 3  | +5 | 14  |
| Stade Malien             | 6  | 2 | 2 | 2 | 3  | 4  | -1 | 8   |
| Étoile Sportive du Sahel | 6  | 1 | 3 | 2 | 3  | 4  | -1 | 6   |
| Saint-George SA          | 6  | 1 | 1 | 4 | 4  | 7  | -3 | 4   |

### Groep B
| Team        | AW | W | G | V | DV | DT | DS | Pts |
| ----------- | -- | - | - | - | -- | -- | -- | --- |
| TP Mazembe  | 6  | 3 | 1 | 2 | 9  | 6  | +3 | 10  |
| CA Bizertin | 6  | 2 | 2 | 2 | 3  | 3  | 0  | 8   |
| FUS Rabat   | 6  | 2 | 2 | 2 | 5  | 6  | -1 | 8   |
| ES Sétif    | 6  | 1 | 3 | 2 | 5  | 7  | -2 | 6   |

## Knock-outfase
De halve finale en finale worden over twee wedstrijden gespeeld waarbij de Uitdoelpuntenregel van toepassing is als beide teams na twee wedstrijden gelijkstaan volgen er direct strafschoppen (er wordt niet 2x verlengd)

### Halve finales
| Team 1       | Tot. | Team 2     | 1e wedstr. | 2e wedstr. |
| ------------ | ---- | ---------- | ---------- | ---------- |
| CA Bizertin  | 0-1  | CS Sfaxien | 0-0        | 0-1        |
| Stade Malien | 1-3  | TP Mazembe | 1-2        | 0-1        |

### Finale
| Team 1     | Tot. | Team 2     | 1e wedstr. | 2e wedstr. |
| ---------- | ---- | ---------- | ---------- | ---------- |
| CS Sfaxien | 3-2  | TP Mazembe | 2-0        | 1-2        |